# Taffia Hill
Der Taffia Hill ist ein Hügel auf der Karibikinsel Canouan im Staat St. Vincent und die Grenadinen. Er liegt im Süden der Insel und ist die südlichste Anhöhe. Er hat eine Gipfelhöhe von 110 m.
Zusammen mit Glossy Hill rahmt er die Gangan Fanny (Cove), Taffia Bay und die ehemaligen North Glossy Bay und South Glossy Bay ein. Nördlich des Hügels erstreckt sich der Canouan Airport (CIW) nach Nordwesten in die Charlestown Bay.
Der Hügel setzt sich in L’Islot und Dove Cay nach Süden fort. Ein weiterer Hügel im Süden der Insel ist Jim Hill im Osten.